# A Mother's Gratitude
A Mother's Gratitude è un cortometraggio muto del 1910 diretto da Frank Wilson.

## Trama
Un agente ammonisce un ragazzino per aver rubato una mela e viene salvato dall'aggressione dei ladri dalla madre del bambino.

## Produzione
Il film fu prodotto dalla Hepworth.

## Distribuzione
Distribuito dalla Hepworth, il film - un cortometraggio di 83,82 metri - uscì nelle sale cinematografiche britanniche nel maggio 1910.
Si conoscono pochi dati del film che, prodotto dalla Hepworth, fu distrutto nel 1924 dallo stesso produttore, Cecil M. Hepworth. Fallito, in gravissime difficoltà finanziarie, il produttore pensò in questo modo di poter almeno recuperare il nitrato d'argento della pellicola.